# 1993年の経済
1993年の経済（1993ねんのけいざい）では、1993年（平成5年）の経済分野に関する出来事について記述する。

## できごと

### 11月
- 11月29日 - 米自動車専門誌『オートモビル・マガジン』、カー・オブ・ザ・イヤーにクライスラー社のネオンを選ぶ。
- 11月30日
  - 政府、株式市場安定化策に乗り出す。日本生命、東京市場で100億円分の株式購入。
  - 全国上場企業（銀行、証券を除く全産業）の1994年度3月期決算、経常利益、前期比19パーセント減。
  - 労働省、10月の有効求人倍率0.67倍、完全失業率2.7パーセントと発表。
  - 通商産業省、10月の鉱工業指数、前月比5.1パーセント減の88・0と発表。
  - 建設省、10月の建築着工統計を発表。新築住宅着工戸数は13万4527戸で前年同月比で7.8パーセント増。
  - 東京都、家庭用冷蔵庫内の特定フロン回収方針を決定。
  - 盛田昭夫ソニー会長、脳内出血のため入院。

### 12月
- 12月1日 - 日本自動車販売協会連合会、11月の新車販売（登録）台数を前年同月比7.7パーセント減の40万880台と発表。
- 12月2日
  - 三菱グループなど41社、秀和の保有する伊勢丹株5880万株を764億4000万円で買戻し。
  - ルノー社とボルボ社の合併白紙撤回。
- 12月3日 - 磯田一郎・住友銀行前頭取が死去。